# Rocío Gálvez
Rocío Gálvez Luna (Cordova, 14 aprile 1997) è una calciatrice spagnola, difensore del Real Madrid e della nazionale femminile spagnola.

## Carriera
Nel 2023 viene convocata per il vittorioso mondiale disputato in Australia e Nuova Zelanda, manifestazione in cui e scende in campo da subentrante anche nella finale, vinta 1-0 sull'Inghilterra.

## Palmarès

### Club
- Campionato spagnolo: 1

Atlético Madrid: 2016-2017
- Coppa della Regina: 1

2016

### Nazionale
- Campionato mondiale: 1

2023
- Cyprus Cup: 1

2018